# Frankfurter Historische Kommission
Die Frankfurter Historische Kommission ist eine Historische Kommission, um die systematische Erforschung der Geschichte von Frankfurt am Main durch Quelleneditionen und Publikation wissenschaftlicher Darstellungen zu fördern.
Am 8. Mai 1906 wurde die außerordentliche Deputation durch Magistratsbeschluss gegründet und bestand zunächst aus dem Vorsitzenden, Stadtrat Julius Ziehen, dem Archivdirektor Rudolf Jung und dem Akademieprofessor Georg Küntzel. Erstes Projekt war die Herausgabe der Geschichte der Freien Stadt Frankfurt, die der Frankfurter Gymnasiallehrer Richard Schwemer verfasste. Das Werk erschien in drei Bänden 1910, 1912 und 1915/1918. 
Nach dem Zweiten Weltkrieg erneuerte der Frankfurter Magistrat am 26. April 1948 die Kommission. Zu ihren Mitgliedern gehörten damals unter anderem die Stadträte Reinert und Seliger und die Historiker Paul Kirn, Fried Lübbecke und Julius Schwietering. Die Kommission hatte im Dezember 2024 33 Mitglieder, Vorsitzende ist die Historikerin Marie-Luise Recker.
Die Kommission arbeitet unabhängig, aber in enger Verbindung mit der Arbeitsgemeinschaft der Historischen Kommissionen des Landes Hessen. Seit 1984 verleiht die Kommission jährlich einen von Johann Philipp von Bethmann gestifteten Studienpreis. Der Preis ist mit 4000 Euro dotiert und wird an junge Wissenschaftler für hervorragende Projekte zur Erforschung der Frankfurter Stadtgeschichte verliehen.

## Veröffentlichungen
Die Frankfurter Historische Kommission gibt zwei Publikationsreihen heraus: Die Studien zur Frankfurter Geschichte, von denen bislang 67 Bände erschienen sind, und die Veröffentlichungen der Frankfurter Historischen Kommission mit derzeit 27 Bänden, darunter die zweibändige Frankfurter Biographie.
Die Reihe Geschichte Frankfurts vom Frühmittelalter bis zur Gegenwart soll in sechs Bänden den Zeitraum vom Mittelalter bis zur Gegenwart umfassen. Bisher sind zwei Bände erschienen, vier weitere zum Mittelalter, zur Frühen Neuzeit, zur Zeit des Wilhelminischen Kaiserreichs sowie zur Entwicklung der Stadt in der Weimarer Republik sind in Vorbereitung.
- Band 3: Ralf Roth: Die Herausbildung einer modernen bürgerlichen Gesellschaft. Geschichte der Stadt Frankfurt am Main 1789–1866. Herausgegeben von der Frankfurter Historischen Kommission (= Veröffentlichungen der Frankfurter Historischen Kommission. Band 25). Thorbecke, Ostfildern 2013, ISBN 978-3-7995-0762-2.
- Band 5: Christoph Cornelißen, Sybille Steinbacher (Hrsg.): Frankfurt am Main und der Nationalsozialismus. Herrschaft und Repression – Wirtschaft und Gesellschaft – Kultur und Gedächtnis. Wallstein, Göttingen 2024, ISBN 978-3-8353-5587-3.
- Band 6: Frolinde Balser: Aus Trümmern zu einem europäischen Zentrum: Geschichte der Stadt Frankfurt am Main 1945–1989. Herausgegeben von der Frankfurter Historischen Kommission (= Veröffentlichungen der Frankfurter Historischen Kommission. Band 20). Thorbecke, Sigmaringen 1995, ISBN 3-7995-1210-1.